# 船主
船主（せんしゅ、ふなぬし）とは、船舶を所有する者のことである。発音が同じ「船首」（せんしゅ）と区別するため「船主」を「ふなぬし」と読むことがある。
船主が、英語でシップオーナー（Ship owner）と呼ばれるのに対し、船の運航者はオペレーター（Operator）と呼ばれる。 「船主」という言葉を使うときは、後者の例で「オーナー」に徹し、専ら海運会社に船を貸し出す立場の者を意味することが多い。

## 概要
海運業に於いては、海運会社自身が所有（Ownership）と運航（Operation）の両方を実施する場合と、所有と運航とを分業し、海運会社は船主から船を借り、運航のみを実施する場合がある。 
日本では愛媛県今治市を中心に、船主を生業とする事業者が偏在して、日本全体の外航船舶の約30%を保有している。瀬野汽船など愛媛の船主は愛媛船主（エヒメオーナー）と呼ばれ、ギリシャや香港の船主と並び、世界の海運界でも有名な存在であるが、非上場で取引先が海運業界のみであるため一般には知られていない企業が多い。愛媛船主の保有船隻は約830隻、資産価値にして約2兆円、世界シェア30%とされている。伊予銀行の国内船主向けの貸出金残高は2021年時点で7684億円であり、銀行の貸出金残高の15%に達する。また今治市内には金融機関や保険会社、総合商社、法律事務所などが船主向けの企業が多数立地している。
海運会社自身の所有や愛媛船主であっても、便宜置籍船とされることが多く、船籍港はパナマやリベリアといった便宜置籍国となる。

## 船舶所有者
船員労働に関する法律における「船舶所有者」とは、船舶において労務の提供を受けるために船員を使用する人のことを指す。必ずしも船舶の実際の所有者（船主）と一致するわけではない。

## 航空業界
航空業界の法律や慣習は船舶業界からの影響が大きいが、大手の航空会社では自社が所有する航空機で運航とリースを組み合わせるのが主流である。